# Venice (Illinois)
Venice és una ciutat dels Estats Units a l'estat d'Illinois. Segons el cens del 2000 tenia 2.528 habitants.

## Demografia
Segons el cens del 2000, Venice tenia 2.528 habitants, 950 habitatges, i 661 famílies. La densitat de població era de 522 habitants/km².
Dels 950 habitatges en un 34,5% hi vivien nens de menys de 18 anys, en un 22,6% hi vivien parelles casades, en un 41,8% dones solteres, i en un 30,4% no eren unitats familiars. En el 27,7% dels habitatges hi vivien persones soles el 10,6% de les quals corresponia a persones de 65 anys o més que vivien soles. El nombre mitjà de persones vivint en cada habitatge era de 2,66 i el nombre mitjà de persones que vivien en cada família era de 3,25.
Per edats la població es repartia de la següent manera: un 33,3% tenia menys de 18 anys, un 9,3% entre 18 i 24, un 26% entre 25 i 44, un 19,3% de 45 a 60 i un 12,1% 65 anys o més.
L'edat mediana era de 31 anys. Per cada 100 dones de 18 o més anys hi havia 71 homes.
La renda mediana per habitatge era de 19.853 $ i la renda mediana per família de 24.432 $. Els homes tenien una renda mediana de 35.515 $ mentre que les dones 22.411 $. La renda per capita de la població era d'11.483 $. Aproximadament el 34,9% de les famílies i el 39,6% de la població estaven per davall del llindar de pobresa.

## Poblacions properes
El següent diagrama mostra les poblacions més properes.